# Il caffè (programma televisivo)
Il caffè è stato un programma televisivo italiano di genere rotocalco, in onda a partire dal 5 marzo 2006 sul canale all-news Rai News 24 dalle 6:30 alle 8:30 (seguito da una rassegna stampa in onda fino alle 8:55) e su Rai 3 dalle 7:00 alle 7:30/8:00. 

## Il programma
Il programma prendeva il nome dalla famosa rivista illuminista Il Caffè, ed era condotto a rotazione dai giornalisti della redazione di Rai News 24. Fino al 2013 è stato a cura del direttore di rete Corradino Mineo, che si occupava della rassegna stampa vera e propria e del faccia a faccia con gli ospiti in studio o collegati in videoconferenza. Dal 2011 il programma è stato accorciato alle 7:40 per collegarsi in diretta con il programma radiofonico Caterpillar AM, in onda su Rai Radio 2.

## Simulcast
La trasmissione, fino al 2008, è andata in onda in simulcast su Rai 3 fino alle 8:00, per poi anticipare la chiusura dapprima alle 7:30 e poi alle 7:00, per lasciare lo spazio alle rubriche del TGR Buongiorno Regione e Buongiorno Italia. Tuttavia, il programma ha continuato ad andare in onda sulla terza rete durante il simulcast notturno di Rai News 24.

## Ascolti
La trasmissione ha chiuso i battenti nel 2017. Tra i programmi di Rai News 24, Il caffè è stato uno dei più seguiti, con una media di 200.000 telespettatori e del 5% di share.